# Municipio de Millcreek (Ohio)
El municipio de Millcreek (en inglés: Millcreek Township) es un municipio ubicado en el condado de Union en el estado estadounidense de Ohio. En el año 2010 tenía una población de 1305 habitantes y una densidad poblacional de 23,31 personas por km².

## Geografía
El municipio de Millcreek se encuentra ubicado en las coordenadas 40°12′15″N 83°13′57″O / 40.20417, -83.23250. Según la Oficina del Censo de los Estados Unidos, el municipio tiene una superficie total de 55.98 km², de la cual 55,52 km² corresponden a tierra firme y (0,83 %) 0,46 km² es agua.

## Demografía
Según el censo de 2010, había 1305 personas residiendo en el municipio de Millcreek. La densidad de población era de 23,31 hab./km². De los 1305 habitantes, el municipio de Millcreek estaba compuesto por el 97,39 % blancos, el 0,15 % eran afroamericanos, el 0,08 % eran amerindios, el 0,38 % eran asiáticos, el 0,46 % eran de otras razas y el 1,53 % eran de una mezcla de razas. Del total de la población el 1,15 % eran hispanos o latinos de cualquier raza.